# Aéroport d'Uberaba
L'aéroport d'Uberaba aussi appelé aéroport Uberaba–Mário de Almeida Franco (code IATA : UBA • code OACI : SBUR) est l'aéroport de la ville d'Uberaba au Brésil.
Il est exploité par Infraero.

## Historique
L'aéroport a été fondée le 23 mai 1935, et est, à l'origine, nommé aéroport Alberto Santos-Dumont. Le 13 juin 1980, le nom a été changé et devient aéroport Mário de Almeida Franco.

## Compagnies aériennes et destinations
| Compagnies              | Destinations            |
| ----------------------- | ----------------------- |
| Azul Brazilian Airlines | Belo Horizonte-Confins  |
| Passaredo Linhas Aéreas | Belo Horizonte-Pampulha |

## Accès
L'aéroport est situé à 6 km du centre-ville d'Uberaba.